# Babrio
Valerio Babrio (in greco antico: Βάβριος?, Bábrios; fine II secolo – prima metà del III secolo) è stato uno scrittore di favole in lingua greca.

## Biografia

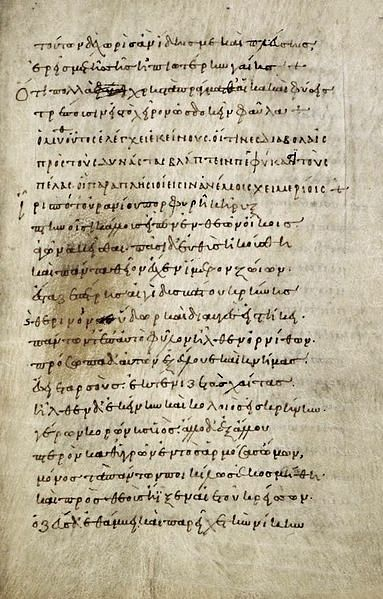
Manoscritto delle favole di Babrio (British Library)

Di lui non ci sono noti dati biografici precisi. Si trattava molto probabilmente di un romano ellenizzato (il suo nomen sarebbe Valerius) vissuto in Siria, dove le sue favole divennero popolari per la prima volta.
Poiché nelle favole, a volte, si riferisce ad un "figlio del re Alessandro", molti sono stati i tentativi di definire la sua identità in modo più specifico, con il risultato che la sua data di nascita è stata collocata nel tempo fra il III secolo a.C. e il III secolo d.C. Oggi pare probabile indicare il II secolo d.C. come periodo della sua attività. L'Alessandro citato dalle fonti potrebbe essere stato Alessandro Severo (222-235), alla cui corte erano riuniti molti letterati. Il "figlio di Alessandro", peraltro, è stato ipotizzato che sia un certo Branco nominato nelle favole, di cui Babrio forse era il tutore. Tale ipotesi, tuttavia, trova l'opposizione di chi ritiene che Branco sia un nome di pura finzione letteraria.
Comunque, non vi è cenno di uno scrittore di nome Babrio prima del III secolo d.C. e l'analisi stilistica dei suoi testi confermerebbe la sua appartenenza a questo periodo.

## LeFavole esopiche in giambi
Il primo critico a fare uscire Babrio dallo status di semplice nome è stato Richard Bentley con la sua Dissertation on the Fables of Aesop. Attraverso un'accurata analisi delle favole esopiche in prosa, riprodotte in diverse raccolte fin dal tempo di Massimo Planude, Bentley individuò tracce di versificazione e riuscì a estrarre alcuni versi che attribuì a Babrio. Thomas Tyrwhitt (De Babrio, 1776), proseguì le ricerche di Bentley e per molto tempo gli sforzi degli studiosi furono rivolti alla ricostruzione dell'originale struttura metrica delle favole.
Nel 1842 il greco Minoïde Mynas svolse delle ricerche nel monastero di S. Laura sul Monte Athos, commissionate da Abel-François Villemain, ministro della pubblica istruzione di Luigi Filippo di Francia, durante le quali scoprì un manoscritto di Babrio. Mynas ne trascrisse il contenuto e, insieme alla copia originale, lo vendette al British Museum, nel quale è conservato. Il manoscritto conteneva 123 favole, ordinate alfabeticamente, che si interrompono alla lettera O.
Altre favole provengono da fonti disparate: le attuali n. 124-136 da un manoscritto vaticano; le n. 136-139 da tavolette cerate recuperate a Palmira; la 140 da un testo attribuito a Dositeo; la 141 da un mitografo; le n. 142-203 in varie parafrasi e altre tre in frammenti.
Le favole sono scritte in versi coliambici, con una versificazione corretta ed elegante, e stile piacevole, mentre la struttura narrativa segue quella delle favole esopiche tramandate in prosa.
La prima edizione dell'opera fu pubblicata a Parigi nel 1844 da Jean François Boissonade de Fontarabie. A tale opera, basata sul manoscritto di Mynas, seguirono le edizioni critiche di Karl Lachmann e August Meineke nel 1845, Johann Caspar von Orelli, e di Théobald Fix, nonché la traduzione in francese a cura di Léon Boyer.
Nel 1859, George Cornewall Lewis pubblicò una seconda raccolta, composta da 95 nuove favole trascritte da Mynas. Tuttavia, l'attribuzione di questo secondo gruppo di racconti a Babrius non è certa, poiché da alcuni studiosi fu avanzata l'ipotesi che si potesse trattare di un falso autoprodotto.